# Franz Kugler
Franz Theodor Kugler (Estetino, 19 de janeiro de 1808 – Berlim, 18 de março de 1858) foi um escritor e historiador alemão, professor da Universidade de Berlim e autor de uma famosa biografia de Frederico, o Grande (Geschichte Friedrichs des Großen) ilustrada por Adolph Menzel.

## Publicações (selecionadas)
escritos individuais
- Skizzenbuch. Reimer, Berlim 1830, nbn:de:hbz:061:2-1374
- Com Robert Reinick: Liederbuch für deutsche Künstler. 1833. Neudruck: Eichendorff-Gesellschaft, Würzburg 1978.
- Architektonische Denkmäler der Altmark Brandenburg in malerischen Ansichten. L. Sachse & Co., Berlim 1833.
- Ueber die älteren Kirchen Stettins. In: Baltische Studien, Volume 2, Heft 1, Stettin 1833 (books.google.de)
- Ueber die Polychromie der griechischen Architektur and Sculptur und ihre Grenzen. Berlim 1835 (online BSB; archive.org  mit Frontispiz).
- Handbuch der Geschichte der Malerei in Italien seit Konstantin dem Großen. Berlim 1837, 376 Seiten (books.google.de Volltext). 3. Auflage (herausgegeben von Hugo von Blomberg), Berlim 1866, 413 Seiten (books.google.de).
  - Edição inglesa em 2 volumes, Londres 1841.
    - 1. Volume: A Handbook of the History of Painting, from the Age of Constantin the Great to the present time. Mit Anmerkungen von C.L. Eastlake. London 1841, 444 Seiten (books.google.de).
- Beschreibung der Kunstschätze von Berlin und Potsdam, Berlin 1838.
  - Volume 1: Beschreibung der Gemälde-Gallerie des Königlichen Museums zu Berlin (Digitalisat SUB Göttingen).
  - Volume 2: Beschreibung der in der Königlichen Kunstkammer zu Berlin vorhandenen Kunstsammlung. Nebst einer Monogramm-Tafel. Berlim 1838, 309 Seiten (books.google.de).
- Geschichte Friedrichs des Großen. Leipzig 1840. Neudruck: Verlag Seemann, Leipzig 2008, ISBN 978-3-86502-176-2. (Ausgabe 1856 Online, Abbildungen)
- Pommersche Kunstgeschichte. Nach den Monumenten dargestellt. In: Baltische Studien. Jahrgang 8, Heft 1. Stettin 1840. (Digitalisat Uni Heidelberg)
- Handbuch der Kunstgeschichte. Stuttgart 1842. (XXIV, 920 Seiten) (Digitalisat Uni Heidelberg)
  - 2. Auflage mit Zusaetzen von Dr. Jac. Burckhardt. Stuttgart 1848 (archive.org)
  - 3. umgearbeitete Auflage, 2 Bände: 2. Volume, Stuttgart 1858 (books.google.ch)
- Kleine Schriften und Studien zur Kunstgeschichte. Stuttgart 1853–1854.
  - Teil I: Stuttgart 1853 (Digitalisat Universität Utrecht).
  - Teil II: Stuttgart 1854 (Digitalisat Universität Utrecht).
  - Teil III: Kleine Schriften über neuere Kunst und deren Angelegenheiten. Stuttgart 1854, 816 Seiten (books.google.de)
- Geschichte der Baukunst. 5 Bände, Stuttgart 1856–1873.
  - 1. Volume, Geschichte der orientalischen und antiken Baukunst. Stuttgart 1856, 578 Seiten (Internet Archive (Getty Research Library)), (books.google.de), doi:10.3931/e-rara-26971.
  - 2. Volume, Geschichte der romanischen Baukunst. Stuttgart 1859, (Internet Archive (Getty Research Library)) doi:10.3931/e-rara-26814 (Volltext).
  - 3. Volume, Geschichte der gothischen Baukunst. Stuttgart 1859, (Internet Archive (Getty Research Library)) doi:10.3931/e-rara-26972 (Volltext).
    - 3. Volume: Verzeichnisse zum dritten Band. (books.google.de).

  - 4. Volume, Geschichte der neueren Baukunst, verfasst von Jacob Burckhardt und Wilhelm Lübke. Stuttgart 1867, (Internet Archive (Getty Research Library)) doi:10.3931/e-rara-26973.
  - 5. Volume, Geschichte der deutschen Renaissance, verfasst von Wilhelm Lübke,
    - erste Hälfte, Stuttgart 1872 (archive.org).
    - zweite Hälfte, Stuttgart 1873 (archive.org).archive.org
- Franz Kugler; Robert Reinick (Hrsg.): Liederbuch für deutsche Künstler. Vereins-Buchh, Berlim 1833. nbn:de:hbz:061:2-857
- Die Incantada. In: Deutscher Novellenschatz. Hrsg. von Paul Heyse und Hermann Kurz. Bd. 15. 2. Aufl. Berlim, [1910], S. 81–146. In: Weitin, Thomas (Hrsg.): Volldigitalisiertes Korpus. Der Deutsche Novellenschatz. Darmstadt/Konstanz, 2016 (Digitalisat und Volltext im Deutschen Textarchiv)

Revistas
- Museum, Blätter für bildende Kunst (1833–1842).
- Argo, Belletristisches Jahrbuch für 1854, com Theodor Fontane, Verlag Gebrüder Katz, Dessau (archive.org).
- Argo, Album für Kunst und Dichtung (1857–1860), com Friedrich Eggers e Theodor Hosemann. Verlag Trewendt & Granier, Breslau (uni-duesseldorf.de).